# Asura wandammenensae
Asura wandammenensae là một loài bướm đêm thuộc phân họ Arctiinae, họ Erebidae.